# Queen Mary University of London
La Queen Mary University of London (spesso abbreviata in Queen Mary, QMUL o QM) è un'università pubblica britannica, situata a Londra, nel Mile End dell'East End della metropoli, ed un college costituente dell'Università di Londra.

## Storia
Le origini della struttura risalgono al 1123, allora denominata "Foundation of St Bartholomew's hospital", mentre nel 1785 fu fondata il "London hospital medical college". Nel corso degli anni il nome mutò diverse volte, oltre alle due sopracitate, si ricorda: "Medical college of St Bartholomew's hospital" nel 1843, "Westfield college" nel 1882, "Queen Mary college" nel 1885, "Queen Mary and Westfield" nel 1989. La rettrice dell'ateneo è Anne Elizabeth Alice Louise Mountbatten-Windsor.